# کوارترلی ریویو
کوارترلی ریویو (انگلیسی: Quarterly Review) نام مجله‌ای ادبی و سیاسی بود که در مارس ۱۸۰۹ در لندن تأسیس شد و چاپ آن تا سال ۱۹۶۷ ادامه یافت.